# M×Zero
M×0 (エム×ゼロ, Emu×Zero) est un shōnen manga fantastique écrit et dessiné par Yasuhiro Kanō. Il a été prépublié dans l'hebdomadaire Weekly Shōnen Jump de la Shueisha entre le 1er mai 2006 et le 19 mai 2008, et a été compilé en 10 tomes. La série a été entièrement publiée en France par les éditions Tonkam.

## Synopsis
M×Zero raconte l'histoire d'une jeune tête brûlée : Taiga Kuzumi (九澄大賀).

Tout commence à la fin de l'été lorsqu'il vient une fois de plus se lamenter devant le lycée privé Seinagi (私立聖凪高校, Shiritsu Seinagi Kōkō) à la suite de son échec au concours d'entrée.
Lors de l'entretien, quand on lui a demandé ce qu'il ferait s'il disposait de pouvoirs magiques, il a répondu « Je deviendrais Maître du Monde », ce qui a eu pour effet de faire rire Aika Hiiragi (柊愛花), une autre postulante. Il est persuadé que c'est la faute de cette jeune fille s'il a échoué et souhaite la revoir.
Un professeur (Kenjiro Hiiragi) le voit alors et lui reproche de faire l'école buissonnière. Il l'introduit donc dans l'établissement. Cependant, seules des personnes disposant d'un pouvoir magique sont autorisées à y entrer, ce qui n'est pas son cas. Pour ne pas nuire à la réputation de l'établissement, Taiga doit faire croire à tous les élèves qu'il a des pouvoirs magiques, et Kenjiro est forcé de l'aider.

## Analyse
Le début de l'histoire se concentre surtout sur l'absence totale de pouvoir du héros dans une école de magie et ses astuces pour s'en tirer : son alliance avec le seul professeur au courant, ses aptitudes au combat, son véritable talent de comédien.

Puis peu à peu, il acquiert un pouvoir spécial mais que nous découvrirons par la suite être interdit, en effet il permet d'annuler tout type de magie quelle qu'elle soit. On se concentre alors sur ses premiers essais et l'apprentissage des possibilités de ce pouvoir.

## L'univers de M×Zero

### La magie
Dans l'univers de M×Zero, la magie repose sur l'utilisation de plaques sur lesquelles chaque personne enregistre les sorts qui lui plaisent. Il y a cependant des restrictions : pour pouvoir enregistrer des sorts de niveau supérieur, il faut disposer de beaucoup de place. En effet chaque type de carte dispose d'un certain nombre de points de magie par jour, par conséquent plus la carte a un niveau élevé, plus l'utilisateur peut utiliser de sorts par jour (ou des sorts de plus en plus puissants).

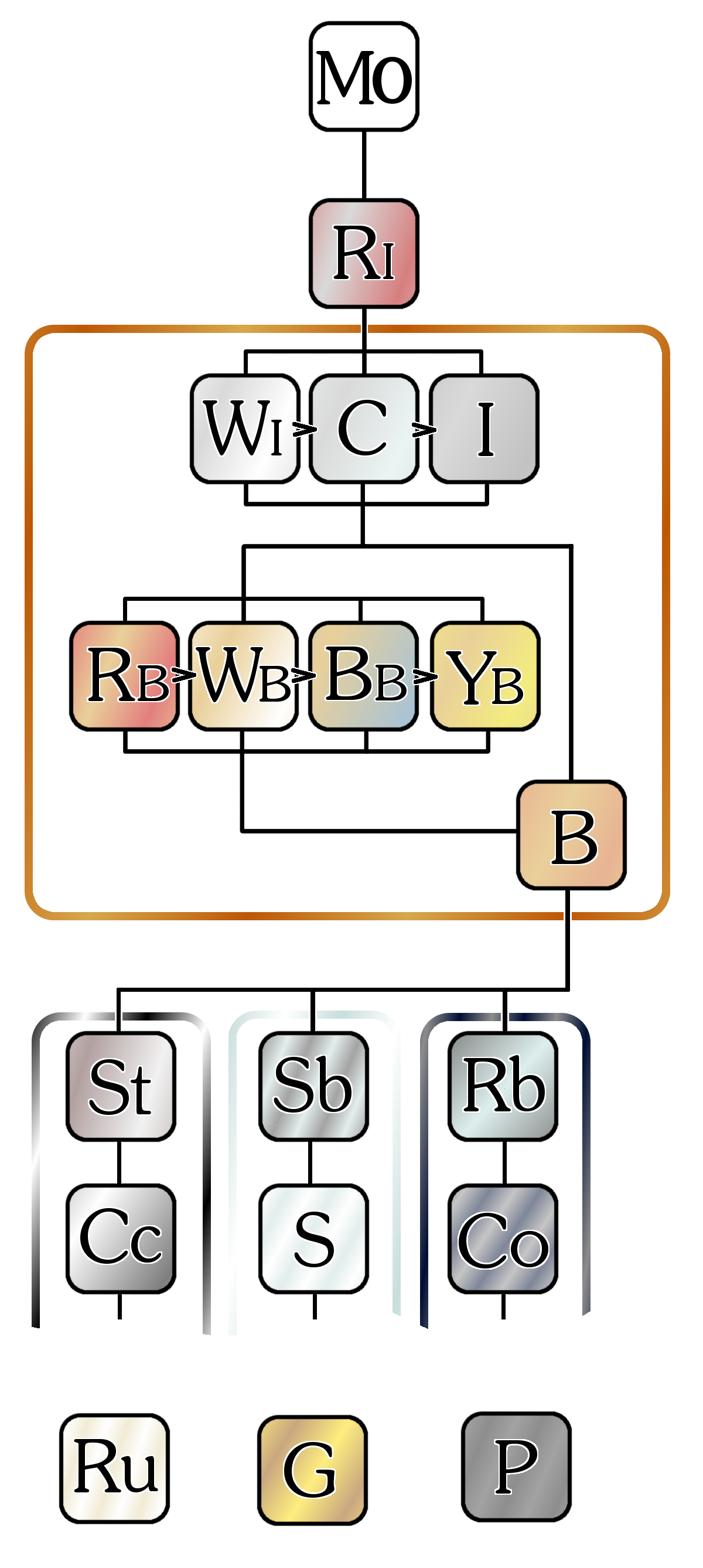
Hiérarchie des plaques

Voici les différents types de plaques :
- M0 : c'est une plaque spéciale, car elle n'a aucune capacité magique et donc on ne peut pas y installer des sorts. Elle possède la capacité d'annuler totalement la magie dans une zone, la rendant dangereuse si utilisée à mauvais escient. Seuls cinq personnes sont au courant de son existence : la proviseur, le proviseur-adjoint, le chef des professeurs, son prédécesseur et le héros. Chaque utilisation de la plaque M0 pour annuler un sort diminue son nombre de points de magie d'un nombre égal au total de points utilisés pour lancer le sort et donc si elle est utilisée trop souvent, il sera impossible de faire évoluer la plaque à un niveau supérieur.
- Plaques de premier niveau, les métaux courants :
  - RI : la plaque Red Iron (fer rouge) est la plaque magique la plus basse en termes de puissance, elle n'offre que peu de place et ne permet l'utilisation que d'un nombre réduit de sorts. Elles sont distribuées aux élèves de première année lors de leur arrivée à l'école, cependant ils ne la gardent pas très longtemps et dès le premier examen, ils sont généralement tous passés au niveau supérieur.
  - WI, C et I : les plaques White Iron (fer blanc), Chrome et Iron (fer) sont les plaques inférieures du premier niveau dans la hiérarchie des plaques.
Elles sont organisées ainsi : WI > C > I[2].
  - RB, WB, BB et YB : les plaques Red Bronze (bronze rouge), White Bronze (bronze blanc), Blue Bronze (bronze bleu) et Yellow Bronze (bronze jaune) sont les plaques intermédiaires du 1er niveau dans la hiérarchie des plaques. Il est possible de passer directement à la plaque supérieure.
Elles sont organisées ainsi : RB > WB > BB > YB[2].
  - B : la plaque Bronze est la plaque supérieure du premier niveau. C'est celle que possède une partie des élèves de 2de année.
- Plaques de second niveau, ce niveau présente la particularité d'offrir différentes voies de progression aux utilisateurs :
  1. Voie des alliages renforcés, empruntée par ceux qui n'utilisent qu'un petit nombre de sorts mais tous très puissants :
    - St : la plaque Steel (acier) est la plaque inférieure de la branche de second niveau des alliages forts.
    - Cc : la plaque Cemented carbide (carbure cimenté) est la plaque intermédiaire de la branche de second niveau des alliages forts.

  2. Voie des métaux en platine, empruntée par ceux qui ont un équilibre entre sorts et puissance :
    - Sb : la plaque Silver black (argent noir) est la plaque inférieure de la branche de second niveau de l'Or Blanc.
    - S : la plaque Silver (argent) est la plaque intermédiaire de la branche de second niveau de l'Or Blanc. C'est celle que possède une bonne partie des élèves de 2de et 3e années.

  3. Voie des métaux rares, empruntée par ceux qui ont une grande variété de sorts :
    - Rb : la plaque Rubidium est la plaque inférieure de la branche de second niveau des métaux rares.
    - Co : la plaque Cobalt est la plaque intermédiaire de la branche de second niveau des métaux rares.
- Plaques de hiérarchie inconnue :
  - Ru : la plaque Ruthénium est une plaque donnée aux élèves de terminale dont le niveau est proche de celui d'une Gold plate.
  - G : la plaque Gold (or) est une plaque de niveau supérieur, tous les professeurs en possèdent une.
  - P : le nom de cette plaque n'a pas encore été mentionné mais est certainement Platinium (platine). C'est la carte la plus puissante, seule la proviseure en possède une.

Il existe au moins une fonction annexe pour les plaques : Le Black Magic Process (Procédé de magie noire), il permet d'absorber une petite partie d'un sort lancé par un tiers pour le renvoyer plus tard. Cependant du fait que le sort en question ne peut être renvoyé qu'une seule fois, cette fonction est plutôt inutile hormis pour la plaque M0 ou pour les professeurs qui doivent pouvoir répondre à des situations bien plus variées que les utilisateurs de base.

## Personnages

### Personnages principaux
- Taiga Kuzumi

Héros principal de la série, Taiga est un véritable fonceur qui n'a pas froid aux yeux. Bagarreur doté d'une force physique assez importante et d'un style de combat brutal mais efficace, il va pourtant se retrouver dans une école où tout le monde a l'avantage sur lui, étant le seul à ne pas pouvoir utiliser la magie. Le problème étant que par un concours de circonstances, tout le monde est persuadé qu'il est du niveau d'une plaque Gold. Il va donc devoir ruser, bluffer, et user de moult roublardises pour maintenir l'illusion devant tout le lycée, sous peine d'être renvoyé avec sa mémoire effacée. À noter qu'il fait partie du comité de discipline scolaire (d'abord embauché de force, puis volontairement), chargé de régler tous les conflits internes d'élèves.
Au niveau sentimental, il est entré dans ce lycée pour suivre Aika, et tentera de se rapprocher d'elle au maximum, mais elle ne semble pas l'avoir encore remarqué.
- Aika Hiiragi

Aika est une lycéenne de Seinagi, et la fille du professeur le plus puissant (en termes de capacité magique, excepté la directrice) du lycée. Elle est dotée d'un caractère très gentil et sympathique, voire naïf. Elle est en outre terriblement maladroite, et a un sens de l'humour très particulier qui la fait éclater de rire au moindre jeu de mots (drôle ou non).
Sa mère est morte très jeune, et son souhait en entrant dans le lycée fut de pouvoir un jour la voir, malgré le fait que cela demande un niveau de magie considérable.
Elle fait partie du groupe de Taiga.
- Kenjiro Hiiragi

Le père d'Aika et actuel professeur au lycée Seinagi. C'est lui qui a entraîné Taiga de force dans ce lycée, le prenant pour un élève séchant les cours. Pour rattraper sa bévue, il va devoir « chaperonner » Taiga en l'aidant à maintenir son imposture face au lycée, en lançant des sorts à sa place par exemple. Il est hyper-protecteur envers sa fille, et voit d'ailleurs d'un très mauvais œil ses interactions avec Taiga.
- Kumi Mikuni

L'une des deux meilleures amie d'Aika. Très athlétique et pratiquant les arts martiaux, elle n'hésite pas à provoquer Taiga en combat singulier, et se sert principalement de magie qui permet d'augmenter la taille et la force de n'importe quel objet, afin de les utiliser comme arme rapprochée. Elle semble très favorable à la relation entre Taiga et Aika, et n'hésite pas à les brusquer un peu pour faire avancer les choses.
Elle est l'une des membres du groupe de Taiga.
- Michiyo Inui

L'autre meilleure amie d'Aika, surnommée Mitchon. C'est une fille assez étrange fascinée par les sciences occultes. Elle adore taquiner Aika avec des jeux de mots (souvent mauvais), et sa magie est basée sur la manipulation d'objets et de personnes (elle peut par exemple contrôler les mouvements d'une personne si elle dispose d'un cheveu de l'individu en question).
Elle fait partie du groupe de Taiga.
- Kaoru Issé

Le meilleur ami auto-proclamé de Taiga, même si ce dernier n'est pas tout à fait d'accord ; il utilise la magie du magnétisme (qui est en réalité la seule qu'il sache utiliser). C'est un énorme pervers, obsédé par les filles et cherchant par tous les moyens à jeter un coup d'œil (voire plus) là où il ne faut pas.
C'est le dernier membre du groupe de Taiga.

### Personnages secondaires

#### Le Comité de discipline
- Ryudo Nagai : président du comité. Il est l'un des rares premières à posséder une Silver plate. D'un naturel endormi, il n'inspire pas vraiment confiance. Malgré tout, c'est un redoutable combattant, un ami sincère et un homme responsable. Il porte un bonnet, « Rocky », qui insulte les gens contre la volonté de son porteur.
- Satoshi Issé : le grand frère de Kaoru. De niveau Silver, c'est le meilleur ami de Ryudo. Les deux garçons ont jadis eu un différend qui les a fait s'éloigner l'un de l'autre. Aujourd'hui, Issé est considéré comme l'un des plus puissants, si ce n'est LE plus puissant élève de première. Il se bat à l'aide d'une chaîne ensorcelée.
- Rei Iwai : Vice-présidente du comité. Elle adorerait faire de Taiga son subalterne attitré, mais Ryudo en décidera autrement. Elle brigue la place de président mais s'investit à fond dans les activités du club. Signe particulier, on ne voit jamais son œil gauche. Elle est du niveau Silver et utilise des élastiques afin de créer des toiles d'araignée pour piéger les mauvais élèves.
- Soji Hachijo : Dernier 1re à posséder une Silver plate, il est très puissant. Il utilise sa magie pour piéger les gens dans sa veste. Il est simple membre.
- Makoto Sakuya : Bronze Plate. C'est un dingue de l'UFO catcher. Il est aussi puissant qu'un Silver Black plate.
- Haruka Numata : Bronze plate. Sa fonction principale : secrétaire du comité.
- Wataru Namezuka: Membre du comité des terminales.

- président et coprésidente du comité des terminales : on ne connaît presque rien d'eux sauf que le président a la même influence que l'association des élèves.

#### La classe de Taiga: la Seconde C
- Hayao Tsugawa : Fan de skate, Hayao est un grand ami de Taiga. Il possède des magies qui basent leur efficacité sur la vitesse de son skate personnel, Identagô. Il a le béguin pour la déléguée de classe.

- Tsutsumimoto : Autre grand ami de Taiga et Hayao. On ne voit pas beaucoup sa magie, mais il est assez puissant pour avoir été recruté pour les matchs interclasses.

- Kajima : Le dernier de la bande des terreurs de la classe C (Taiga, Kaoru, Hayao, Tsutsumimoto et lui-même). Pas d'autre signe remarquable, à part le fait que l'amitié entre potes est l'une des choses les plus importantes pour lui.

#### Les professeurs
- Kenjiro Hiiragi : voir plus haut.

- Kiriko Momosuka : Prof de maths, c'est la plus belle et la plus jeune des profs du lycée. Elle possède une magie qui divise le corps en deux en changeant ses cheveux en lame effilée. Elle a un tour de poitrine qui rend jalouse la plupart des filles de l'établissement et cela la rend très populaire auprès des garçons.

- Fukuo Kadoniwa : Un vieux professeur qui fait des blagues foireuses. Sa magie lui permet de faire baisser de 0,3 °C la température de ceux qui trouvent ses jeux de mots pourris. Seule Aika est immunisée contre cette magie, grâce à son sens de l'humour défiant toute logique.

- M.Ookie : Un prof de très petite taille à qui Taiga n'arrête pas de faire des remarques désobligeantes.

#### La classe de Seconde F
- Mizuki Naomi : Une seconde inscrite au club de potions magiques. Elle n'est pas au clair concernant ses sentiments envers Taiga. Elle l'a accompagné dans la grotte du mont Seinagi afin de régler un différend au sujet d'un philtre d'amour. Sa grande rivale est Aika. Mizuki utilise des magies de type lévitation, comme le Angel Fly.

- Takuma Koishikawa : Grosse brute de la classe F. Il est profondément amoureux de Mizuki (qui ne le lui rend pas). C'est un ami fidèle de Daimon. Il utilise une magie offensive de type sonique, le Don Patchin.

- Takahiko Daimon : Le meilleur ami de Koishikawa. Il est très puissant et représente un rival de poids pour Taiga. Il est assez mystérieux et on ne sait pas grand chose sur lui, sinon qu'il joue assez souvent au shôgi. Ses magies sont des magies de longue distance : il se sert d'un arc et de flèches magiques, ou tout simplement de projectiles ensorcelés par son aura magique.

#### Les autres
- Lucy : cette mandragore sauvage est issue de la caverne du mont Seinagi, d'où Taiga l'a délivrée. Après avoir malencontreusement absorbé les pouvoirs de l'anneau des dryades, Lucy est devenue indépendante, pouvant voler, devenir invisible, utiliser la magie, etc. Elle a donc décidé de suivre Taiga dans ses aventures afin de découvrir le monde extérieur à sa caverne. Lucy est très espiègle. Elle est également très utile à Taiga lorsque celui-ci ne veut pas se servir de sa M0. Elle peut communiquer avec toutes les autres mandragores du mont. En plantant des mandragores un peu partout dans le lycée, Taiga peut donc savoir ce qui s'y passe rien qu'en questionnant Lucy.

Elle est folle amoureuse de notre héros mais déteste les compliments ou les adore, selon les jours.
- Kohuka Kuzumi : La grande sœur de Taiga. Elle est de trois ans son aînée mais a l'apparence d'une fillette de 11 ans. Elle a totalement flashé sur Kenjiro Hiiragi mais s'est faite jeter à cause de son apparence. Elle possède une force incroyable et Taiga en a hérité.

- Niigaki-sensei : Un professeur à la retraite. C'est l'ancien propriétaire de la M0 plate. Il habite dans un temple utilisé pour les entraînements des professeurs durant les vacances. Il enseignera à Taiga à matérialiser l'aura neutralisante de la M0 plate sous toutes ses formes afin d'optimiser le rapport entre la dépense de points et l'efficacité de l'aura. C'est un homme qui possède une magie équivalente à une « P » plate.

## Manga

Logo japonais de M×Zéro

Il existe aussi un one-shot nommé MP0 (prononcez Emupi zero) du même auteur.